# نجف أباد (فاروج)
نجف أباد (بالفارسية: نجف‌آباد) هي مستوطنة تقع في قسم تيتكانلو الريفي في إيران. يقدر عدد سكانها بـ 669 نسمة بحسب إحصاء 2016.